# Anton Smolski
Anton Smolski (n. 16 decembrie 1996, Piasočnaje⁠(d), Minskaja voblasć, Belarus) este un biatlonist ce a reprezentat Belarus, medaliat olimpic. A participat la 2 ediții ale Jocurilor Olimpice (2018, 2022) în care a câștigat o medalie de argint.